# Kriegsverdienstkreuz 1914 (Reuß)

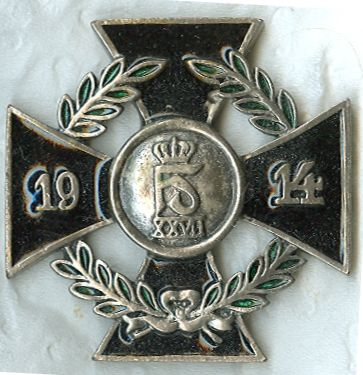
Kriegsverdienstkreuz 1914

Das Kriegsverdienstkreuz 1914 wurde am 23. Mai 1915 durch Fürst Heinrich XXVII. Reuß j. L. gestiftet und war zur Verleihung an Offiziere, Unteroffiziere und Mannschaften vorgesehen, die zuvor das Eiserne Kreuz I. Klasse erhalten hatten oder sich in besonderer Weise durch Tapferkeit vor dem Feind ausgezeichnet und bewährt hatten. 

## Ordensdekoration
Das Ordenszeichen ist ein aus Silber gefertigtes schwarz emailliertes Tatzenkreuz, unter dessen waagrechten Kreuzarmen ein grün emaillierter Lorbeerkranz verläuft, der unten durch eine Schleife gebunden ist und auf den senkrechten Kreuzarmen wiederum aufliegt. Auf den waagrechten Kreuzarmen ist die goldene Jahreszahl 19 14 zu sehen, die durch ein aufgesetztes Medaillon getrennt ist. Im Medaillon die von einer Krone überragte Initiale  H  (Heinrich) und darunter die römische Zahl XXVII (27). Rückseitig ist das Kreuz glatt und ohne Emaille.

## Trageweise
Getragen wurde das Kriegsverdienstkreuz 1914 als Steckorden auf der linken Brustseite neben dem Eisernen Kreuz I. Klasse, sofern dieses verliehen worden war.